# ジム・カートライト

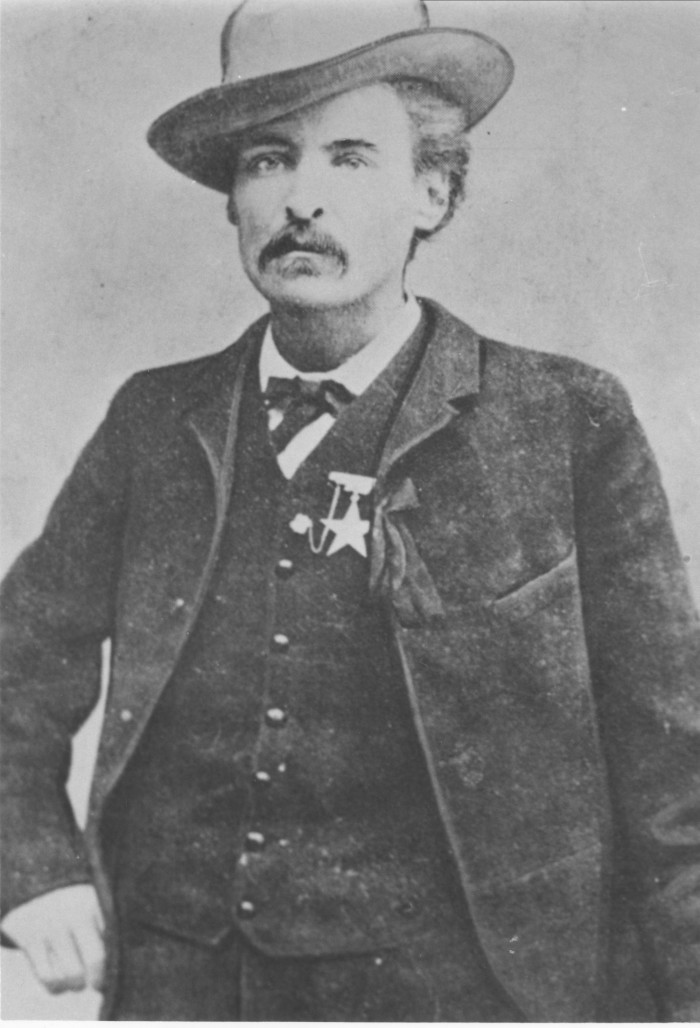
ジム・カートライト

ジム・カートライト（Jim Courtright, 1848年3月23日 - 1887年2月8日）は、アメリカ西部開拓時代のガンマン、無法者。イリノイ州サンガモン郡出身。
南北戦争に参加した後、銃の腕を活かしてサン・アントニオの保安官になった。悪事がばれて追放されると南部諸州を渡り歩いて用心棒などをしていたが、1887年、ルーク・ショートと決闘して殺された。